# Réserve naturelle nationale de Saint-Barthélemy Nicole-Aussedat
La réserve naturelle nationale de Saint-Barthélemy Nicole-Aussedat (RNN132) est une réserve naturelle nationale de l'ile de Saint-Barthélemy. Créée en 1996, elle s’étend sur 1200 hectares répartis sur 5 secteurs et protège des milieux sous-marins exceptionnels (herbiers et récifs coralliens) ainsi que des îlots inhabités.

## Localisation

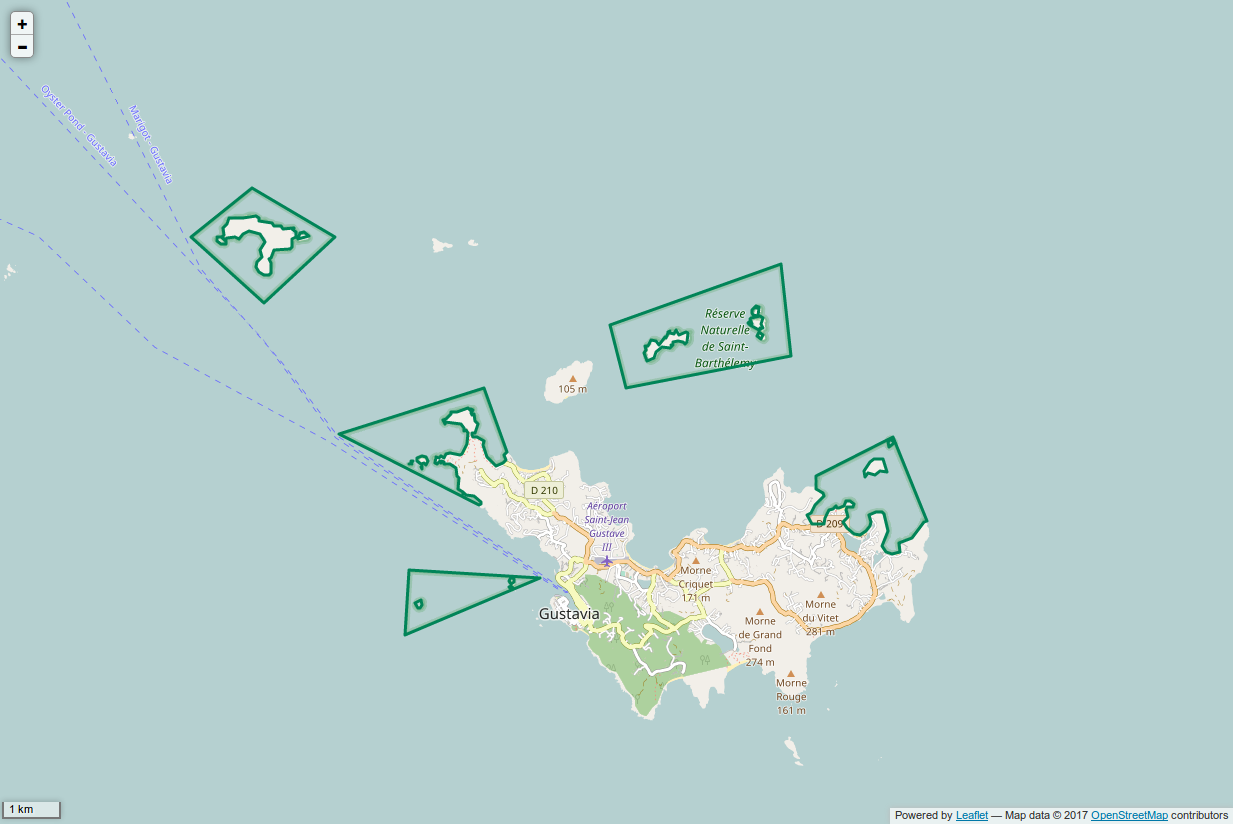
Périmètre de la réserve naturelle.

Le territoire de la réserve naturelle est sur l'ile de Saint-Barthélemy, sur la commune homonyme. Il est composé de cinq secteurs : les Gros Îlets et Pain de sucre au large de Gustavia, les eaux environnant les îlets Fourchue, Frégate et Toc-Vers, une partie du nord-ouest de l’île autour de la baie de Colombier.

## Histoire du site et de la réserve
Le projet de réserve marine fut mené dès 1988 à l'initiative d'acteurs locaux, comme Michel Magras ou Nicole Aussedat, et d'une fondation américaine, la New England Biolabs, fondée par le scientifique et environnementaliste Donald G. Comb. Celui-ci dépêcha une équipe de biologistes marins pour réaliser une première étude de terrain.
La même année, une importante mission de sensibilisation de la population et des élus locaux fut mise en place, avec la constitution d'une Association de protection de la nature de Saint-Barthélemy (APNSB), en collaboration avec l'Association des pêcheurs, les socio-professionnels et le Conseil municipal pour la définition de la réserve. Des articles et émissions furent présentés dans les médias locaux tandis qu'un livret sur l'environnement marin de Saint-Barthélemy voyait le jour.
En 1990 et 1991, une équipe de chercheurs de l'Université Antilles-Guyane réalisa une seconde étude en complément de celle menée par la NEB en 1988.
En 1992, le rapport préliminaire fut accepté par le Comité permanent du Conseil National de Protection de la Nature du ministère de l'Environnement.
Le projet fut ensuite affiné par le comité de pilotage composé des services de l'État en Guadeloupe entre 1992 et 1994. Une délibération municipale donna finalement son approbation au projet final en janvier 1995.
Le Premier ministre signa le décret le 10 octobre 1996, faisant de la réserve marine de Saint-Barthélemy la 132e réserve naturelle française, avant que ne soit signé l'arrêté préfectoral d'application du décret fin 1997.

## Écologie (biodiversité, intérêt écopaysager…)
La réserve protège des environnements sous-marins très riches, en particulier des herbiers et des récifs coralliens qui forment des habitats pour de nombreuses espèces.

### Flore
La flore sous-marine est composée d'une cinquantaine d'espèces d'algues ainsi que de 5 espèces de phanérogames (herbe à tortue et herbe à lamantin).

### Faune
L'avifaune compte 14 espèces d'oiseaux marins nicheurs dont la Sterne bridée, la Sterne fuligineuse et le Noddi brun.
Les recensements des poissons indiquent 183 espèces avec des espèces rares comme le Mérou de Nassau, la Raie aigle ou l'Hippocampe à long nez.
Deux espèces de tortues fréquentent le site : la Tortue verte et la Tortue imbriquée. Des pontes de Tortues luth sont parfois observées.
Dans les mammifères marins, on peut citer la Baleine à bosse et le Grand dauphin.
Avec 51 espèces de coraux recensées, l'île de Saint-Barthélemy est un des plus riches sites des Antilles françaises. Les récifs abritent une faune nombreuse comme des éponges (60 espèces), des gorgones (27 espèces), des mollusques et crustacés.
La faune terrestre compte des chauves-souris, des échassiers, des limicoles, des rapaces. On y trouve aussi des colibris et sucriers. Parmi les reptiles, on trouve la Tortue charbonnière, les Anolis, l'Iguane des Petites Antilles, l'Iguane commun, l'Améive de Plé.
Des amphibiens comme l'Hylode de Martinique sont également présents.

## Intérêt touristique et pédagogique
On recense environ 10 000 plongées par an sur les sites de la réserve naturelle.

## Administration, plan de gestion, règlement
D'abord administrée par l'association GRENAT, la réserve naturelle Nicole-Aussedat est depuis 2013 gérée par l'Agence Territoriale de l'Environnement de Saint-Barthélemy (ATE).

### Outils et statut juridique
La réserve nationale a été créée par un décret du 10 octobre 1996, avec une parution au Journal Officiel le 11 octobre 1996 (Décret n°96-885). La nouvelle dénomination "Nicole Aussedat" a été adoptée à la majorité par le Conseil territorial de la Collectivité de Saint-Barthélemy (2019-053 CT) lors de la séance ordinaire du 12 juillet 2019. Cette renomination du nom d'usage de la réserve l'a été en considération du "travail de la militante active de la défense et de la protection de l'environnement, Madame Nicole Aussedat (...)" qui aura "mené et contribué à de nombreuses actions environnementales sur le territoire de Saint-Barthélemy, et qu'à la suite de son décès en mars 2018, la Collectivité souhaiterai lui rendre un dernier hommage symbolique et représentatif de son investissement local, notamment pour la création de la réserve (...)" (extrait de la délibération 2019-053 CT du Conseil territorial de Saint-Barthélemy).